# Русские в Узбекистане
Русские в Узбекистане являются одним из основных по величине этнических меньшинств страны, наряду с таджиками (4,5 %) и казахами (2,5 %), а также одна из крупнейших диаспор русских за пределами современной России. По данным последней общесоюзной переписи, в республике проживало 1,6 млн русских (8,6 % населения Узбекской ССР). Государственные Переписи населения с 1991 года в независимом Узбекистане не проводились, и точных данных о количестве русского населения по республике нет. По официальным данным Госкомстата Республики Узбекистан по состоянию на 1 января 2021 года проживали 720 300 русских (2,1 % населения). Вместе с тем, за последние годы, доля русского населения в Узбекистане резко сократилась, с более чем 8,6% в 1980-х, до 4,9% в 2000-х, 2,6% в 2013, и, наконец, до на 1 января 2021 года 720 300 русских (2,1 % населения). При этом основная часть русских живёт в крупных городах, и большинство из них проживает в столице, городе Ташкенте.

## История
С момента своего появления на территории будущей республики Узбекистан, в последней четверти XIX века, русские играли важнейшую роль во всех сферах жизни региона, особенно в советский период, и в первую очередь в столице — городе Ташкенте. Сама эмиграция происходила несколькими крупными волнами в начале-середине 1990-х гг. в Россию и (в меньшей степени) на Украину. Это, в свою очередь, привело к депопуляции, значительному постарению русского населения страны и ухудшению его демографических показателей. Кратно снизилась доля русских в населении: если в начале 1989-го года она составляла 8,35 %, то в настоящее время составляет менее 2 %. По состоянию на 2021 год число русских в Узбекистане сократилось на 1 млн человек со времени переписи 1989 года.
После 24 февраля 2022 года Узбекистан стал одним из мест эмиграции лиц, уклоняющихся от мобилизации. Министерство иностранных дел отметило резкий прирост пребывающих в стране россиян. По состоянию на конец октября всего в Узбекистан въехало из России 318 тыс человек. По состоянию на середину 2023 года в Узбекистане получило вид на жительство около 30 тысяч граждан России.

## Язык
Русский язык является родным для русского (украинского/белорусского/немецкого) населения республики. Ташкентский вариант русского языка считается одним из самых чистых, в нём отсутствуют различные региональные диалекты, а норма произношения сходна с аналогично чистой петербургской. По-видимому, это обусловлено концентрацией русскоязычной иммиграции в Ташкенте, ставшем за много лет своеобразным изолированным языковым островком, анклавом, сохранившим в себе чистоту русской литературной речи в среде инородных ирано- и тюркоязычных языковых ареалов.
Хотя русский язык не имеет статуса государственного, но традиционно выступает в качестве второго языка для большей части горожан вне зависимости от национальности. В советский период преподавание русского в школах было обязательным и им владело большинство населения. Ныне ситуация изменилась, сейчас русским владеет, в основном, городское население — как этносы, традиционно знающие русский, так и большая часть корейцев, а также часть узбеков, казахов, киргизов и таджиков. В сельской местности знание русского значительно хуже, в среде сельской молодёжи понимание русского практически отсутствует.
На русском языке издаётся ряд газет и журналов, частично вещают государственные теле- и радиоканалы, а также множество частных радиостанций. Русский язык используется на уличных рекламных носителях, преимущественно в Ташкенте, где около 30 % всей рекламы на русском языке. На территории республики сохранилась и продолжает действовать ряд государственных учебных заведений на русском языке. В крупных городах, областных центрах и Ташкенте работают школы и лицеи с русским языком обучения, в них, помимо русских и прочих русскоговорящих этносов, учатся и многие узбеки. Российское телевидение доступно только в качестве кабельного, предоставляемого населению платно местными провайдерами.
С 1 ноября 2012 года по приказу Министерства юстиции республики, русский язык (наряду с единственным  узбекским) вновь разрешен к ограниченному официальному использованию при оформлении документов в органах ЗАГС.

## Географическая концентрация
Славянское (и входящее в его состав, русское) население современного Узбекистана, как и ранее в Узбекской ССР, сконцентрировано в городах республики. Наибольшее количество русских (около 4/5 всего русского этноса) проживает в столице страны — городе Ташкенте, где по переписи 1989 года, русские составляли 37 % (850 тыс.) из 2,3 млн человек. К 2021 году это число сократилось до 105 тыс. (из 2.7 млн человек в 2021 году), что составляет менее 4% жителей города.
Некоторое количество русских проживает также в столичной области, в частности в крупнейшем промышленном городе Алмалыке; менее значительно их присутствие в других областях страны. В Ферганской долине на востоке республики, количество русских в настоящее время минимально (менее 1 % населения). Большинство русских Ферганской долины сосредоточено в крупных, так называемых «бывших русских» городах: Фергане (где русские составляли до распада СССР более 40 % от общего числа жителей города), Андижане, Кувасае, посёлке Киргули, и некоторых других.

## Религия
Русское население республики традиционно исповедует православие, хотя, как и в самой России, существенен процент атеистов. Основным центром православного присутствия России в Средней Азии и в самом Ташкенте является крупнейшая Ташкентская и Среднеазиатская епархия, возглавляемая митрополитом Викентием. Главным собором города является Успенский кафедральный собор, при котором действует Воскресная школа для приобщения русской (и славянской) молодёжи и детей к православной вере и основам русской культуры. Также при епархии факультативно действует Училище Народного благочестия, православные сообщества и кружки. По субботам в конференц-зале епархии, с правящим митрополитом происходят так называемые Субботние встречи, вход на которые свободный. Основным интернет-доменом и информационной платформой Русской Православной Церкви в регионе является сайт Pravoslavie.uz.